# Opel 1 Liter
Der Opel 1 Liter war ein PKW-Modell der Adam Opel AG in Rüsselsheim.

## Geschichte und Technik
Der 1-Liter wurde nur im Jahre 1933 als im Wesentlichen baugleiche Sparversion des 1,2-Liter gebaut.
Der Wagen wurde auf dem U-Profil-Pressstahlrahmen des 1,2-Liter mit kurzem Radstand aufgebaut. Von diesem stammte auch das Fahrwerk, vorn und hinten Starrachsen an halbelliptischen Blattfedern mit hydraulischen Stoßdämpfern und die Bremsanlage mit seilzugbetätigten Trommelbremsen rundherum.
Wie der 1,2-Liter hatte auch der 1-Liter eine Einscheibentrockenkupplung, ein Getriebe mit drei statt vier Gängen wie beim 1,2-Liter und Handschaltung. Das Differential saß an der Hinterachse.
Neu war der 1,0-Liter-Vierzylinder-Reihenmotor dieses Modells. Der Hub des 1,2-Liter-Motors wurde von 90 mm auf 75 mm bei gleichbleibender Bohrung von 65 mm verringert. Der Motor hatte somit einen Hubraum von 989 cm³. Er war mit seitlich stehenden Ventilen ausgestattet. Das Gemisch wurde von einem einzelnen Vergaser geliefert. Die Verdichtung war auf 6:1 angehoben, damit leistete er 18 PS (13,3 kW) und beschleunigte den Wagen auf bis zu 75 km/h.
Der 1-Liter war als zweitürige Limousine und viersitziges Cabriolet erhältlich. Bereits zum Jahresende 1933 wurde die Fertigung nach 5600 Exemplaren eingestellt. Die kleinen Vierzylindermodelle fanden 1935 im P4 einen Nachfolger.